# Sit pardalenc caragroc
El sit pardalenc caragroc o sit pardalenc de cara groga (Ammodramus aurifrons) és un ocell de la família dels passerèl·lids (Passerellidae).

## Descripció
És un petit pardal americà, que mesura 13 cm de llarg amb una massa entre 14,5 i 19 g. Els sexes tenen un plomatge semblant tot i que els mascles són una mitjana molt lleugerament més grossos que les femelles. L'adult és de color gris marronós a les parts superiors amb ratlles fosques a l'esquena. Les parts inferiors són blanquinoses, ombrejades fins a grisenques al pit i brillants als flancs. Les potes són de color marró rosat, mentre que el bec és prominent i llarg amb un culmen més fosc. L'iris és marró vermellós. El juvenil, que no té cap groc a la cara ni a les ales, és més bufó que els adults, amb fines vetes marrons al pit i als flancs.

### Espècies semblants
Tot i que és força semblant al sit pardalenc de praderia, el sit pardalenc caragroc normalment mostra més groc a la cara. En general, és més pàl·lid i menys ratllat que el primer i no té vores castanyes a les plomes de vol. El cant és semblant a un brunzit, el comportament menys amagadís i les preferències d'hàbitat menys restrictives.

## Hàbitat i distribució
Tot i que el seu hàbitat anterior era principalment al llarg dels rius i a les illes, el sit pardalenc caragroc ara està molt estès a les zones herbades del bioma amazònic, incloent camps agrícoles, vores de carreteres i al voltant de les ciutats. Generalment es troba a les terres baixes, tot i que s'ha registrat fins a 1.000 m al costat est dels Andes i regularment fins a 1.500 m i, de vegades, fins a 2.000 m a l'Equador.

## Comportament
És generalment més fàcil de veure que la seva espècie germana. És menys amagadís i es troba en una gamma més àmplia de pastures.

### Alimentació i alimentació
Com la majoria dels pardals americans, és en gran part granívor, s'alimenta de llavors d'herbes natives i de diverses plantes introduïdes. També menja insectes, incloses larves. Normalment s'alimenta a terra.

### Cria
La criança s'ha registrat entre febrer i setembre. El sit pardalenc caragroc construeix un niu de copa d'herba seca folrat de material vegetal fi. El niu es troba generalment a terra entre l'herba encara que de vegades es col·loca baix en un arbust. La femella pon de 2 a 3 ous blancs.

### Vocalització
El cant agut es descriu com a "semblant a un insecte". Monòton i animat, es transcriu com a «tic, tzzz-tzzzzz», amb la primera nota feble i curta. El mascle canta durant tot el dia des d'una perxa baixa i exposada.

## Taxonomia
Descrit per primera vegada per Johann Baptist von Spix el 1825, el va incloure en el gènere actualment desaparegut Tanagra creient que era una tangara. Aviat es va reconèixer l'error de classificació i l'espècie es va traslladar primer al gènere Ammodramus, després a Myospiza, un gènere que Robert Ridgway va crear el 1898 per a aquesta espècie i pel estretament relacionat sit pardalenc de sabana. La majoria de les autoritats taxonòmiques ara subsumen Myospiza en Ammodramus. L'anàlisi d'ADN indica que el sit pardalenc caragroc és una espècie germana del sit pardalenc de sabana i que aquestes dues espècies formen un grup germà amb el sit pardalenc saltamartí; aquests tres són genèticament diferents dels altres espècies Passerellidae.
El sit pardalenc caragroc té quatre subespècies, que es diferencien principalment per l'extensió del groc a la cara i la quantitat de ratlles a les parts superiors i a la corona:
- A. a. apurensis (Phelps, WH & Gilliard, 1941) localitzat al nord-est de Colòmbia i oest de Veneçuela.
- A. a. cherriei (Chapman, 1914) est i centre de Colòmbia.
- A. a. tenebrosus (Zimmer, JT & Phelps, WH, 1949) sud-est de Colòmbia i nord-oest de Veneçuela.
- A. a. aurifrons (Spix, 1825) sud de Colòmbia, est d'Equador, est de Perú, nord-est de Bolívia i la selva amazònica.